# Australian Faunal Directory
Das Australian Faunal Directory (AFD) ist ein staatlicher Online-Katalog zur Tierwelt Australiens. 
Er enthält zu den einzelnen Tierarten Informationen über ihre Taxonomie und Verbreitung sowie eine Bibliographie. Der Katalog umfasst derzeit 126.442 Arten und Unterarten (Stand Mai 2021). Er wird regelmäßig aktualisiert und erweitert und vom Department of Climate Change, Energy, the Environment and Water der australischen Regierung betrieben.